# Почтовые ордера Гибралтара
Почтовые ордера Гибралтара (англ. Postal Orders of Gibraltar) — бланки денежных почтовых переводов для оплаты небольших сумм, относящиеся к почтовой системе современного Гибралтара. Операции в настоящее время предоставляются Королевским почтовым ведомством Гибралтара.
В соответствии с Правилами почтовых переводов (англ. Postal Order Regulations) от 1961 года почтовые отправления могут быть выданы на следующие суммы:
- 50 пенсов
- один фунт стерлингов и любая сумма, кратная одному фунту (до десяти фунтов)

Стоимость почтового перевода может быть увеличена путем проставления почтовых марок, не превышающих двух в количестве и 49 пенсов или эквивалента в валюте страны, в которой оформлен почтовый перевод. Посылки должны быть оплачены либо почтовыми марками, разрешёнными для использования в почтовых отделениях, либо, если это позволяет почтовая администрация страны, в которой был выдано почтовое отправление, действующими почтовыми марками этой страны; никакие иные почтовые марки не могут быть использованы.
Пошлина за вес посылки оплачивается в соответствии с действующими тарифами при оформлении заказа.